# Yangyi Shuiku
Yangyi Shuiku (kinesiska: 仰义水库) är en reservoar i Kina. Den ligger i provinsen Zhejiang, i den östra delen av landet, omkring 250 kilometer söder om provinshuvudstaden Hangzhou. Yangyi Shuiku ligger 66 meter över havet. Arean är 0,14 kvadratkilometer. I omgivningarna runt Yangyi Shuiku växer i huvudsak blandskog. Den sträcker sig 0,7 kilometer i nord-sydlig riktning, och 0,3 kilometer i öst-västlig riktning.
Genomsnittlig årsnederbörd är 2 185 millimeter. Den regnigaste månaden är juni, med i genomsnitt 368 mm nederbörd, och den torraste är januari, med 71 mm nederbörd.